# Николаевский бронетанковый завод
Николаевский бронетанковый завод — государственное предприятие бронетанковой промышленности Украины, расположенное в Николаеве. Предприятие осуществляет диагностику, ремонт, техническое обслуживание, переоборудование и модернизацию бронетанковой и автомобильной техники.

## История

### 1948—1991
Танкоремонтные мастерские были созданы в Николаеве в мае 1948 года в соответствии с приказом командующего Одесского военного округа.
4 марта 1966 года мастерские были преобразованы в 346-й бронетанковый ремонтный завод министерства обороны СССР.
В 1980-е годы завод освоил производство аварийно-транспортной машины АТМ-1 на базе БРДМ-2 и аварийно-транспортной машины АТМ-2 на базе БТР-60ПБ.

### После 1991
После провозглашения независимости Украины, 346-й бронетанковый ремонтный завод был передан в подчинение министерства обороны Украины и переименован в государственное предприятие «Николаевский ремонтно-механический завод».

Модернизированный БТР-80УП, 2005 г.

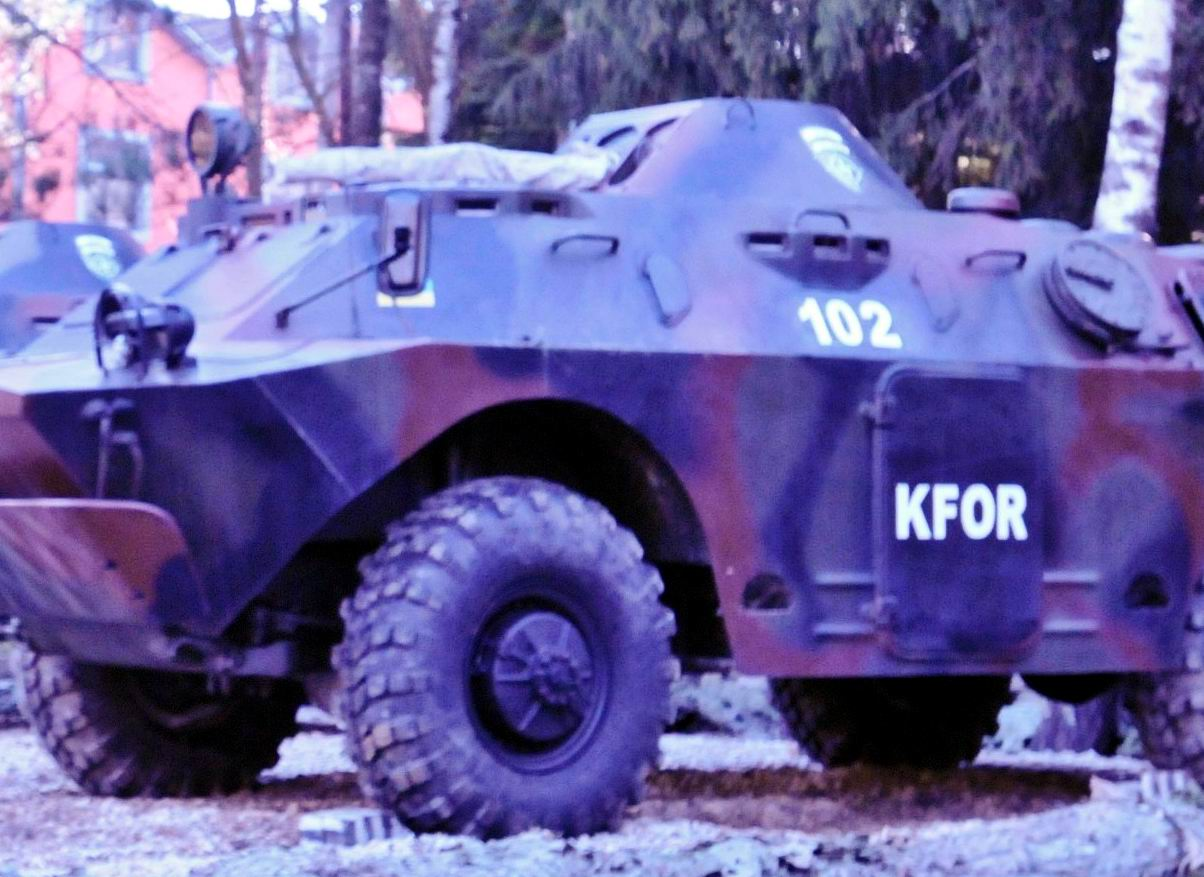
БРДМ-2ЛД украинского контингента KFOR в Косово, 2011 г.

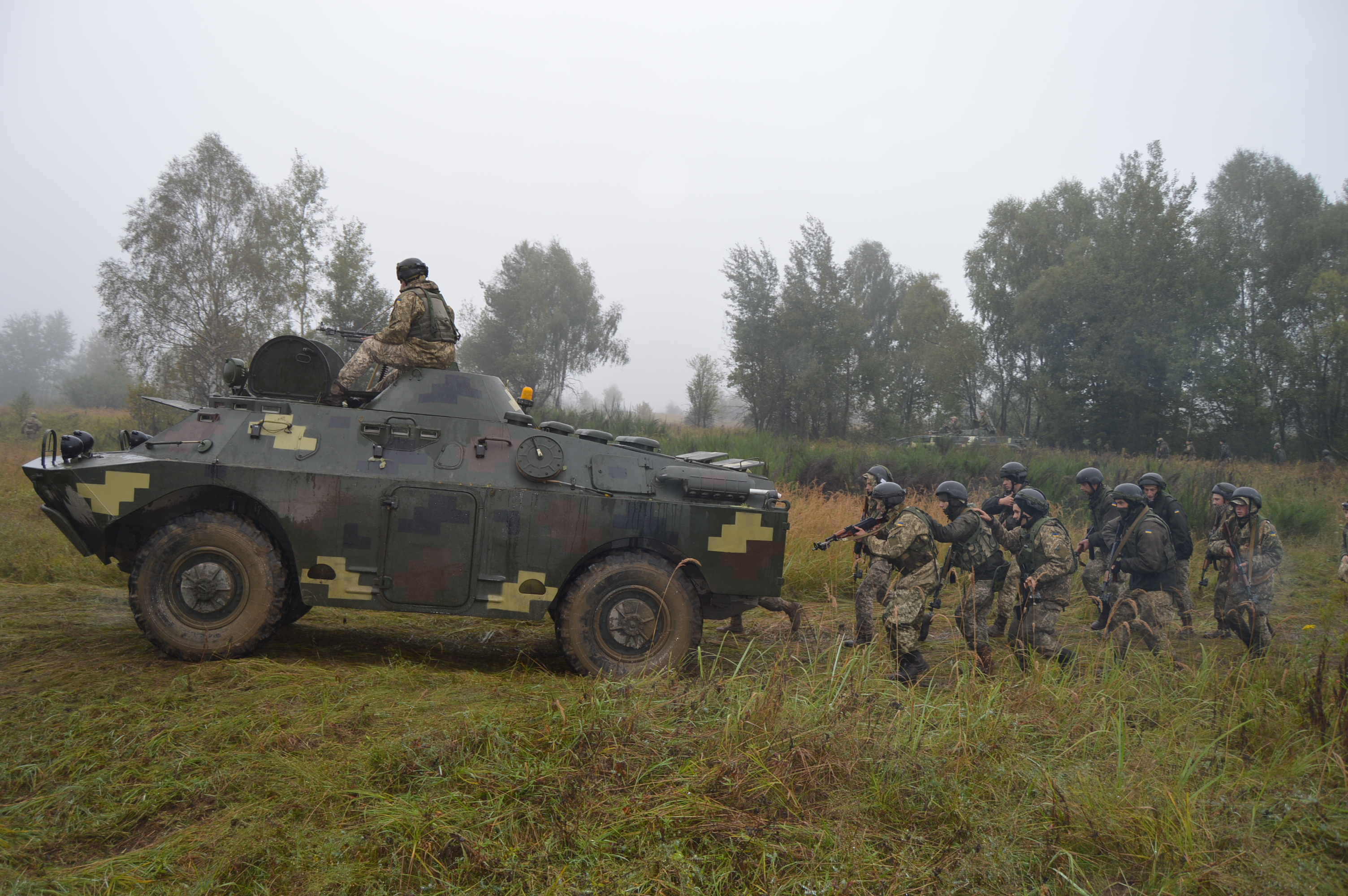
БРДМ-2М производства завода на тактических учениях, 2017 г.

В 1999 году завод разработал модернизированный вариант БРДМ-2 — БРДМ-2ЛД с дизельным двигателем СМД-21-08 украинского производства. В дальнейшем, 10 выпущенных БРДМ-2ЛД использовались украинским контингентом в Косово
В 2000 году завод участвовал в разработке и производстве модернизированного варианта БТР-70 — БТР-70М с дизельным двигателем УТД-20.
В 2005 году по заказу Польши завод начал выполнение модернизации для армии Ирака партии поставленных из Венгрии бронетранспортёров БТР-80 к типу БТР-80УП. На бронетранспортёры устанавливали дополнительную защиту, новый дизельный двигатель и демонтировали водомётный движитель (первые три БТР-80УП-Р были поставлены в Ирак уже в 2006 году).
26 июля 2006 года Кабинет министров Украины преобразовал завод в государственное коммерческое предприятие.
В 2007—2008 годы завод разработал ещё один модернизированный вариант БТР-70 — БТР-70Дi с дизельным двигателем IVECO Tector (в дальнейшем получивший наименование БТР-7). Также, предприятием были разработаны проекты по переоборудованию БТР-70Дi в полицейский бронетранспортёр или пожарную машину. Кроме того, в 2008 году начались работы по созданию на шасси БТР-70 бронированной медицинской машины (позднее получившей наименование БММ-70).
В 2008 году завод имел возможность:
- осуществлять модернизацию БРДМ-2, БТР-60ПБ, БТР-70, БТР-80[1]
- выпускать бронированную медицинскую машину на базе БТР-70[1]
- производить радиаторы к БМП-1, БМП-2, Т-72 и БРДМ-2[1]
- производить запасные части и резинотехнические изделия к бронетранспортёрам БТР-60, БТР-70, БТР-80, бронемашинам БРДМ-2 и боевым машинам пехоты БМП-1[1]
- осуществлять капитальный ремонт БРДМ-2, БТР-60ПБ, БТР-70 и БТР-80; силовых агрегатов КамАЗ-7403, ГАЗ-24, ГАЗ-52, ГАЗ-53, ГАЗ-66[1]
- осуществлять шлифовку коленвалов всех видов двигателей[1]

На заводе был освоен выпуск боевых модулей «Ингул» (аналог боевого модуля «Шквал», разработанного ХКБМ) и БУГ (собственной разработки).
После создания в декабре 2010 года государственного концерна «Укроборонпром», в соответствии с постановлением Кабинета министров Украины № 53 от 19 января 2011 года завод был включён в состав концерна. В 2012 году «Николаевский ремонтно-механический завод» был переименован в «Николаевский бронетанковый завод».
В 2011—2013 годы в связи с отсутствием заказов предприятие практически не работало.
- только 17 апреля 2012 года завод получил от министерства обороны Украины 7,6 млн гривен на капитальный ремонт 17 БТР-80 для вооружённых сил Украины[12] (к 30 мая 2012 были отремонтированы шесть из них, один передали в разведывательный батальон 8-го армейского корпуса[13], а остальные пять в конце июня 2012 были переданы в 1-й отдельный батальон морской пехоты ВМС Украины[14]).
- также, к началу июня 2012 года заводом была изготовлена первая командно-штабная машина "Свитязь" (без радиооборудования, которое устанавливали в Одессе)[15]
- кроме того, в 2012 году в Ирак были поставлены девять БТР-80УП-КР и два БТР-80УП-Р[16]

За период с января 2012 года по апрель 2013 предприятие получило 114 тыс. гривен убытков. В результате проверки, в финансово-хозяйственной деятельности предприятия были выявлены нарушения на сумму 1,3 млн гривен
- так, в июле 2012 года завод продал БТРы частному предприятию за 3538 тыс. гривен, а затем выкупил их обратно за 3603 тыс. гривен[18]

По состоянию на 1 октября 2013 года задолженность завода по зарплате составляла 3 236,5 тыс. гривен; численность работников завода, которые своевременно не получили заработную плату, составляла 196 человек.
В ноябре 2013 года в результате проверки деятельности завода было установлено, что от пяти БТР-80, переданных заводу министерством обороны Украины для выполнения капитального ремонта остались только корпуса
В декабре 2013 года в результата проверки завода государственной финансовой инспекцией было установлено, что завод купил у частной компании ООО НПК «Техимпекс» 20 бронированных разведывательно-дозорных машин БРДМ (ранее проданные заводом этой же фирме), на 18 из которых были демонтированы узлы и агрегаты общей стоимостью 634 тыс. гривен (тем самым, предприятию был нанесён убыток на указанную сумму). Кроме того, ревизия выявила недостачу запчастей в ремонтном фонде завода на общую сумму 569,5 тыс. гривен.
По состоянию на начало января 2014, в связи с невыплатой заработной платы, завод остался практически без работников.
27 января 2014 Верховная Рада Украины вынесла на рассмотрение вопрос о распродаже недвижимости завода

### После 22 февраля 2014
В марте 2014 года завод был привлечён к выполнению военного заказа по восстановлению и ремонту бронетехники вооружённых сил Украины. После начала боевых действий на востоке Украины, 19 апреля 2014 завод впервые за 23 года независимости Украины увеличил численность рабочих.

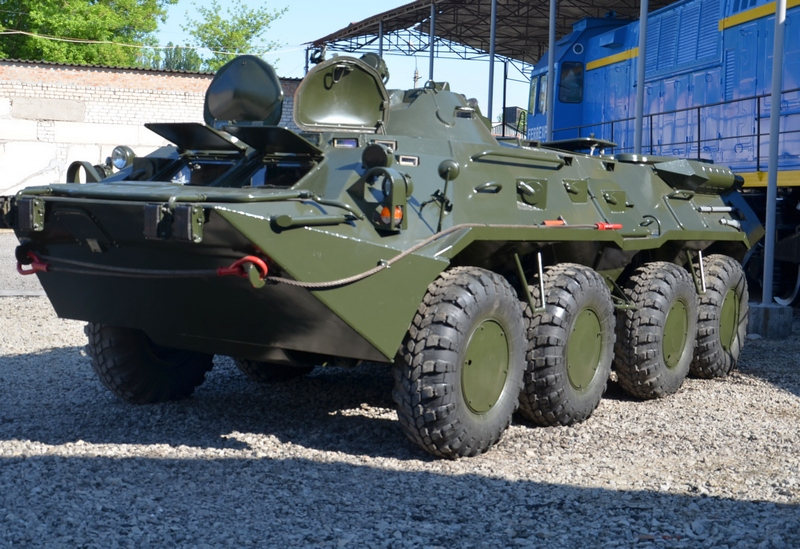
Отремонтированный БТР-80.

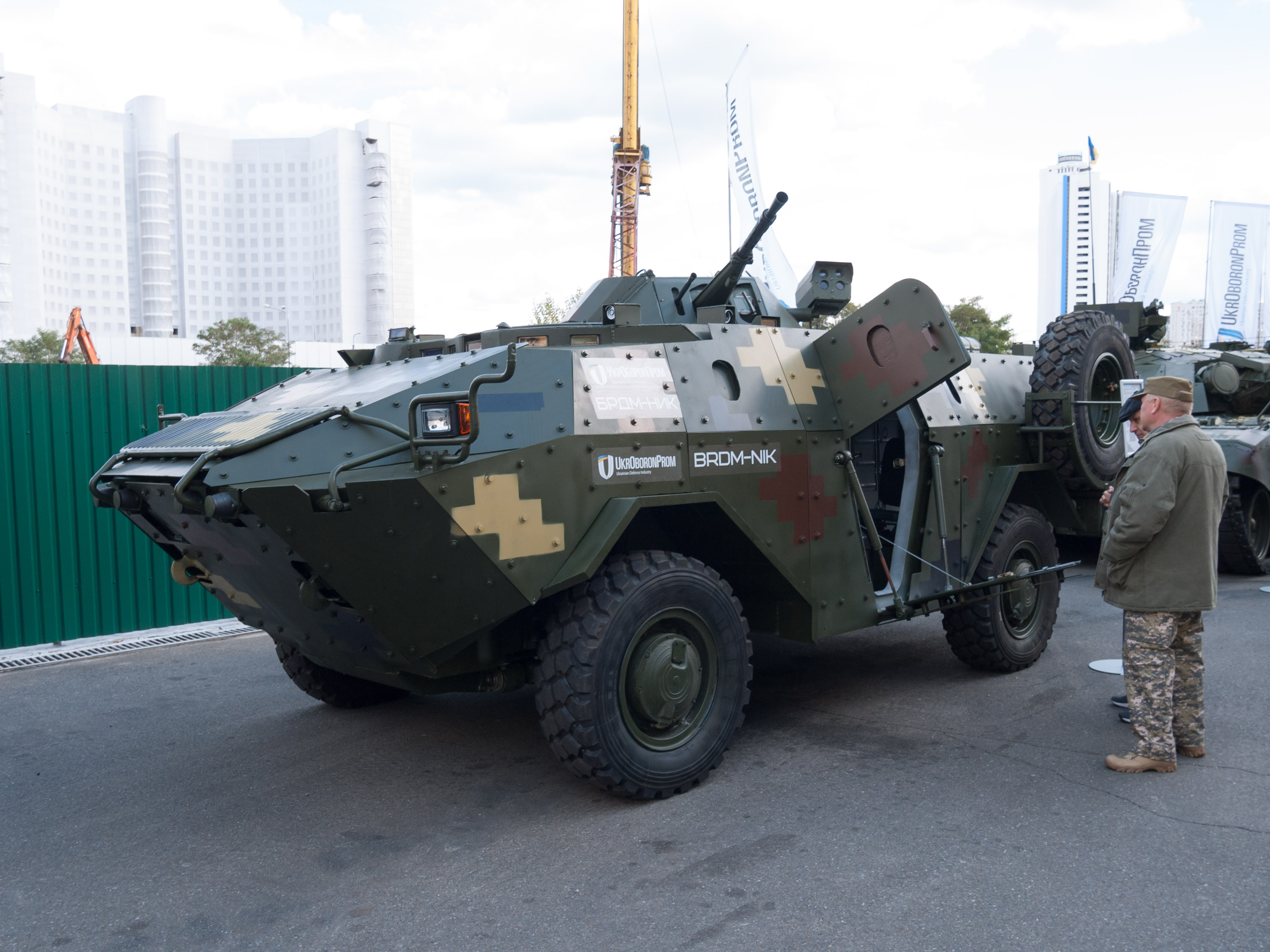
БРМ «Магуст» производства завода, 2017 г.

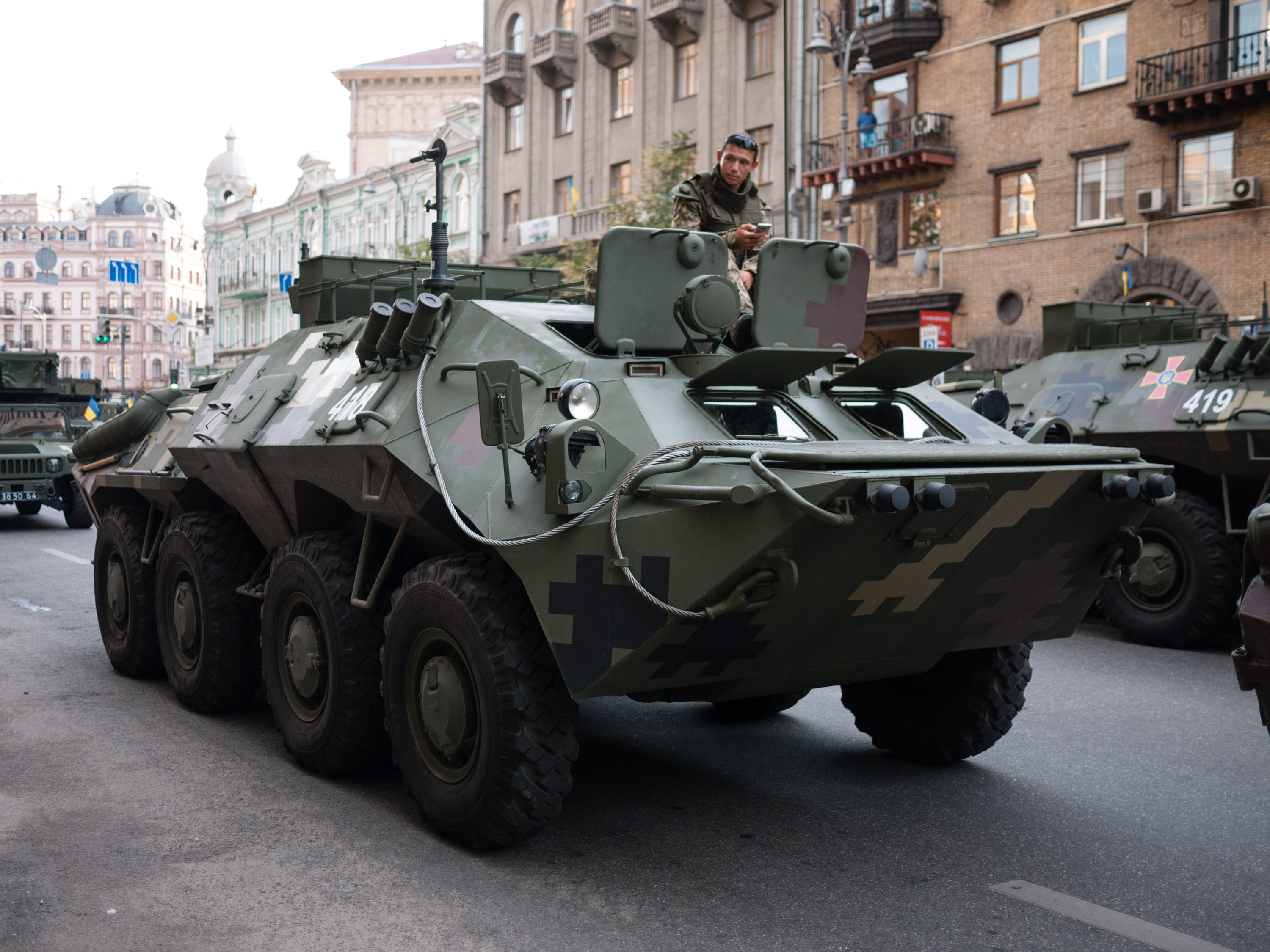
Командно-штабная машина БТР-70ДИ-02 «Свитязь» производства завода, 2018 г.

- весной 2014 завод начал ремонт двадцати БТР-80 для пограничной службы Украины (19 апреля 2014 первые десять бронетранспортёров, дооборудованных решётчатыми противокумулятивными экранами, были переданы ГПСУ[11], 8 мая 2014 ещё два отремонтированных БТР-80 передали вооружённым силам Украины[25][26])
- 20 мая 2014 завод завершил ремонт ещё двух бронетранспортёров (одного БТР-80 для 79-й оаэмбр и одного БТР-70 для Национальной гвардии Украины)[27]
- в начале лета 2014 завод начал производство БММ-70[28]
- в июне 2014 завод изготовил и передал Азово-Черноморскому региональному управлению ГПСУ один передвижной блокпост «Николаевец», изготовленный из БРДМ-2[29]
- 18 сентября 2014 завод передал ГПСУ десять отремонтированных БТР-70[30]

11 октября 2014 года премьер-министр Украины А. П. Яценюк сообщил, что ГК «Укроборонпром» полностью погасил имевшиеся у завода долги и теперь предприятие работает в три смены, выпуская модернизированную военную технику.
В ноябре 2014 «Укроборонпром» получил 105,75 млн гривен от министерства обороны Украины на ремонт и восстановление военной техники, из них заводу перечислили 44,39 млн на ремонт бронетранспортеров БТР-80. 16 декабря 2014 было объявлено, что завод получил ещё 27,94 млн гривен на ремонт БТР-70.
26 декабря 2014 года завод подписал соглашение о сотрудничестве с Николаевским национальным аграрным университетом, в соответствии с которым студенты университета были привлечены к ремонту бронетехники на заводе в качестве практических занятий.
29 декабря 2014 на заводе было начато производство БРДМ-2Дi «Хазар».
17 марта 2015 года директор завода А. М. Швец сообщил, что за время АТО завод поставил в войска более 100 единиц бронетехники.
23 марта 2015 года завод представил обновлённый вариант командно-штабной машины БТР-70Дi-02 «Свитязь» (с усиленной броневой защитой), 26 марта 2015 её передали в войска, однако дальнейшее выполнение военного заказа оказалось под угрозой срыва в результате действий руководства предприятия, разместившего полученные от ГК "Укроборонпром" средства в коммерческом банке «Київська Русь» (в результате, 26,42 млн. из 59,13 млн. гривен оказались заблокированы на депозитных счетах банка после признания банка неплатежеспособным).
3 апреля 2015 завод передал 79-й отдельной аэромобильной бригаде 12 прошедших капитальный ремонт бронетранспортёров (десять БТР-80 и два БТР-70).

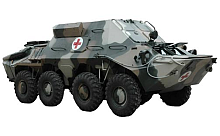
Бронированная медицинская машина БММ-70 «Ковчег», 2014 г.

В мае 2015 года Хозяйственный суд Николаевской области удовлетворил два иска военной прокуратуры Николаевского гарнизона Южного региона Украины к государственному предприятию «Николаевский бронетанковый завод» о взыскании с завода задолженности в связи с несвоевременным выполнением работ по ремонту и обслуживанию бронетанковой техники вооружённых сил Украины (общая сумма исковых заявлений составляет 37 млн. гривен).
9 декабря 2015 завод завершил ремонт и передал в войска партию восстановленных БРДМ-2.
23 августа 2017 на выставке в Киеве завод представил БРДМ-2Л1 - модернизированный вариант БРДМ-2, получивший дополнительные бойницы для стрельбы, сидения и люки для десанта, новую радиостанцию "Либідь-2РБ" и бескамерные шины КИ-113.
В сентябре 2017 завод завершил ремонт и передал в войска партию модернизированных БРДМ-2, получивших люки для десанта и оснащённых новыми цифровыми радиостанциями производства одной из стран НАТО.
11 октября 2017 завод представил демонстрационный образец бронемашины БРДМ-НИК.
24 марта 2019 года завод передал в войска десять модернизированных БРДМ-2Л1.
В период с начала 2014 года до 26 июля 2019 года завод модернизировал, восстановил и отремонтировал свыше 400 единиц бронетехники.
16 апреля 2020 года завод передал в войска восемь модернизированных БРДМ-2Л1.

## Дополнительная информация
- у входа на завод на пьедестале установлена бронемашина БРДМ-1 (бортовой номер "548")